# ماكس روبنسون
ماكس روبنسون (بالإنجليزية: Max Robinson)‏ هو سياسي أسترالي، ولد في 15 ديسمبر 1932. انتخب عضو مجلس نواب تسمانيا.